# Znievský hrad
Znievský hrad je zřícenina hradu na vápencovém vrchu Zniev v nadmořské výšce 985 metrů, tedy téměř 500 metrů nad městečkem Kláštor pod Znievom. Hradní vrch tvoří severní zakončení samostatného pohoří Žiar, které navazuje na Lúčanskou část Malé Fatry.

## Historie
V listině z roku 1243, kterou vydal uherský král Béla IV., se hrad uvádí jako castrum Turus. Vznikl však pravděpodobně předtím u starší osady, která v roce 1113 patřila zoborským benediktýnům. O jeho stavitelích se dozvídáme z listiny krále Béla IV. z roku 1253, ve které oceňuje zásluhy Ondřeje, syna Ivankového za to, že tu s velkou námahou dal postavit hrad.
Od poloviny 13. století byl komitátním hradem, a proto se nazýval Turčianským. Před rokem 1266 se osada pod hradem stala poddanským městečkem. Původní královský hrad se v roce 1320 stal majetkem prepošta. Pravděpodobně v tomto čase ho rozšířili o objekt situovaný východně, na níže položené terase. Ve 14. století vyčlenili Turiec z velké Zvolenské župy a vznikla samostatná Turčianská župa. Jejím sídlem se stal Sklabinský hrad.
Význam hradu upadal a z tohoto období pochází i jeho nové pojmenování, hrad Zniev. V roce 1530 tamější hradní kapitán odevzdal objekt Kostkovi, který byl ve službách Jana Zápoľského. Když později kapitán krále Ferdinanda I. hrad dobýval, těžce ho poškodil. V následujících desetiletích hrad často měnil majitele, kteří postupně jednotlivé objekty opravovali. V roce 1605 hrad získali Bočkajovci, 1681 Tököliovci a 1705 Rákociovci. Poslední zpráva z roku 1713 nás informuje, že tu byl uschován archív. Od tohoto data hrad postupně upadal.
V letech 1962–1963 probíhal na hradě rozsáhlý archeologický výzkum.

## Popis

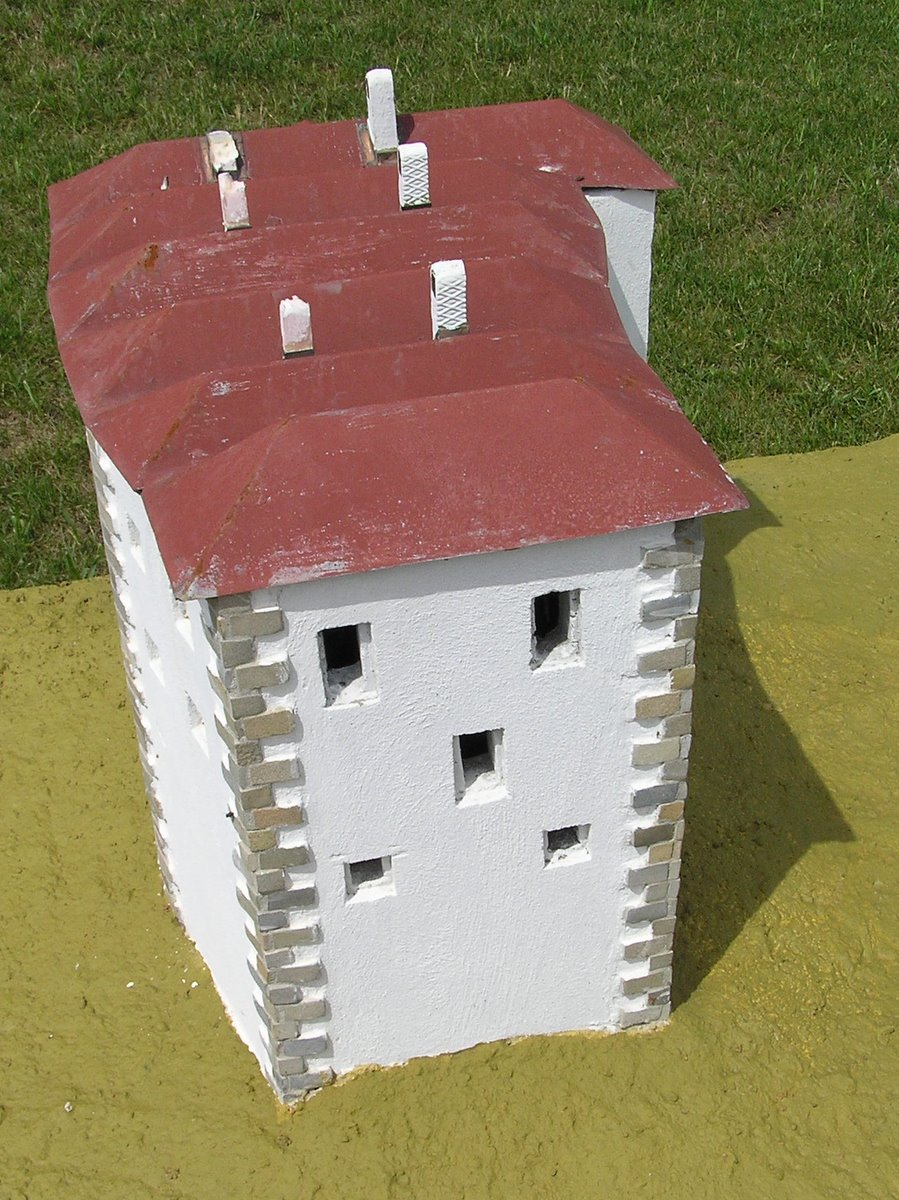
Model části hradu ze 17. století v Parku miniatur v Podolí v měřítku 1:50

Hrad byl vystavěný na těžko dostupném vrchu. Na nejvyšším místě vrchu Zniev stály budovy horního hradu, které postupně sestupovaly směrem k dolní budově, vzdálené od horního hradu asi sto metrů. Horní hrad byl chráněn příkopem a věžemi. Dále tu byly pravděpodobně hospodářské budovy a obytné budovy stráží. Dolní novější budova byla pravděpodobně palácového typu, ale měla i obranné prvky.
Z hradu zůstaly velmi poškozené základy budov a staveb v horním hradě. Poschoďová budova, situovaná níže, je ze 14. století. Z nejpozdějších budov stojí jen torzo malé věžičky, přistavěné ke gotické budově na její východní straně. Z ostatních objektů jsou viditelné jen nepatrné části zarostlé vegetací.